# Adelaide United FC
Adelaide United FC – australijski, profesjonalny klub piłkarski z siedzibą w Adelaide (Australia Południowa), założony w 2003 roku. Zespół występuje w rozgrywkach A-League; mistrz Australii z 2016 roku, dwukrotny triumfator sezonu zasadniczego (2006, 2016), trzykrotny zdobywca pucharu FFA Cup (2014, 2018, 2019) i dwukrotny Pre-Season Challenge Cup (2006, 2007) oraz finalista Azjatyckiej Ligi Mistrzów z 2008 roku. W sezonie 2003/2004 klub występował w rozgrywkach National Soccer League.

## Historia

### National Soccer League
31 sierpnia 2003 roku klub Adelaide City FC po 27. sezonach rozegranych w National Soccer League (NSL) wycofał się z rozgrywek z powodów problemów finansowych. Adelaide City przystąpiła do rozgrywek organizowanych przez stanową federację South Australia Soccer Federation (SASF; Australia Południowa; współcześnie pod nazwą Football Federation South Australia). W wyniku zaistniałej sytuacji istniała możliwość, że żaden klub z Australii Południowej nie będzie występował w lidze krajowej. Początek sezonu 2003/2004 w rozgrywkach NSL zaplanowany był na 19 września 2003 roku. W przeciągu niecałych dwóch tygodni SASF oraz prywatny inwestor Gordon Pickard, który zapewnił finansowanie klubu doprowadzili do utworzenia nowego zespołu. Oficjalnie w dniu 12 września 2003 roku SASF ogłosił powstanie klubu Adelaide United FC. Do klubu Adelaide United dołączyło piętnastu byłych zawodników z klubu Adelaide City. Pierwszym trenerem w historii klubu został Australijczyk John Kosmina. Władze ligi podjęły decyzje o przełożeniu pierwszych czterech spotkań zespołu Adelaide United, aby dać klubowi więcej czasu na przygotowanie się do sezonu. Adelaide United zainaugurowała rozgrywki w NSL w dniu 17 października 2003 roku w ramach 5. kolejki spotkań sezonu 2003/2004. W domowym spotkaniu Adelaide United podjęła drużynę Brisbane Strikers FC. Spotkanie zakończyło się zwycięstwem gospodarzy w stosunku 1:0. W sezonie 2003/2004 klub Adelaide United zakończył sezon zasadniczy na 3. miejscu z dorobkiem 40 punktów i awansował do serii finałowej rozgrywek. W serii finałowej Adelaide United dotarła do fazy półfinału. W półfinale uległa zespołowi Perth Glory FC w stosunku 0:5. Spotkanie przeciwko Perth Glory rozegrane w dniu 28 marca 2004 roku było zarazem ostatnim spotkaniem Adelaide United w rozgrywkach NSL. W 2003 roku został opublikowany Report of the Independent Soccer Review Committee, który stwierdzał niegospodarność rozgrywek, a jednocześnie wytyczył podstawy dla funkcjonowania nowych rozgrywek – A-League.

### A-League

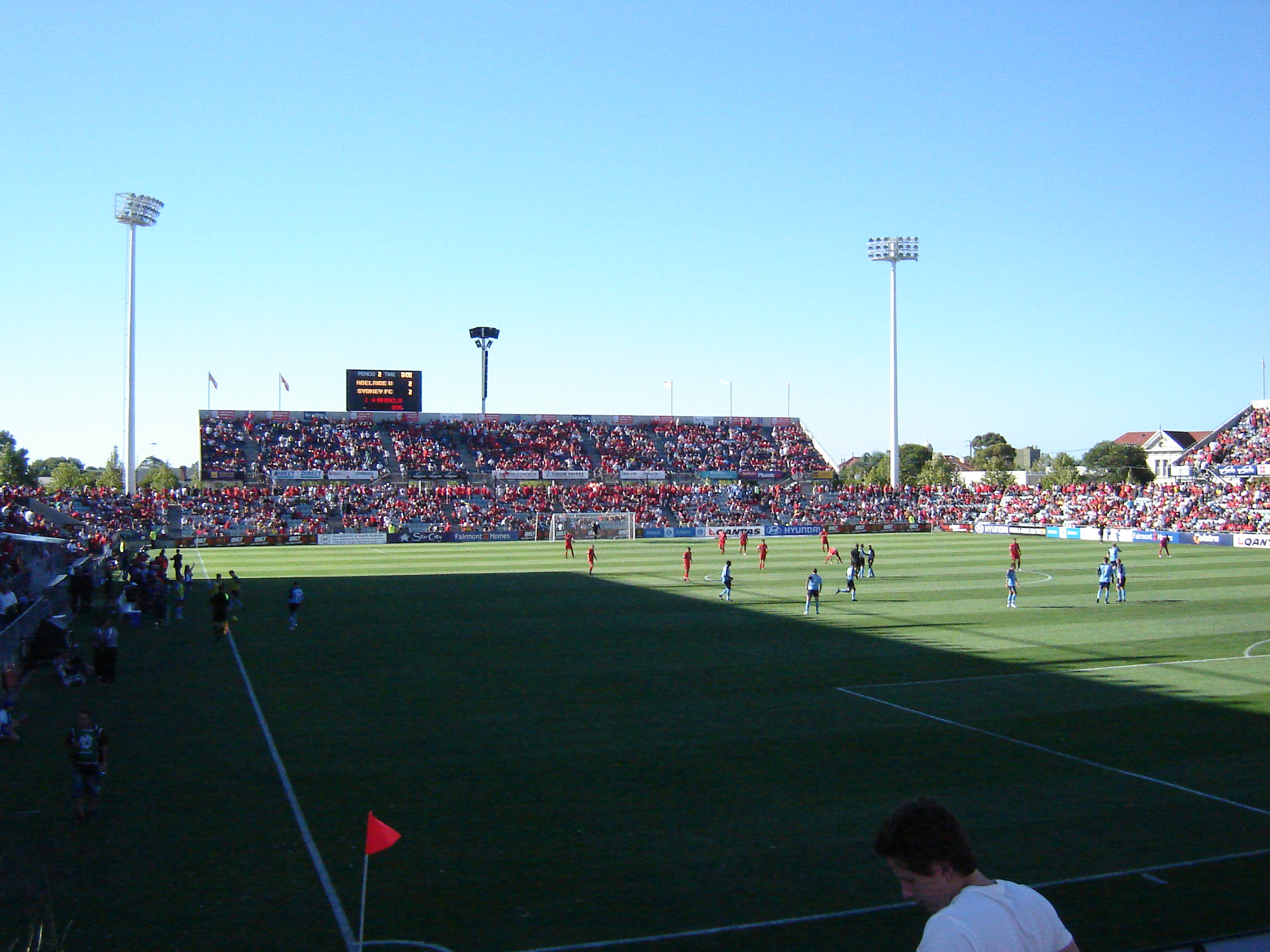
Mecz serii finałowej pomiędzy Adelaide United i Sydney FC (wynik 2:2; 12 lutego 2006)

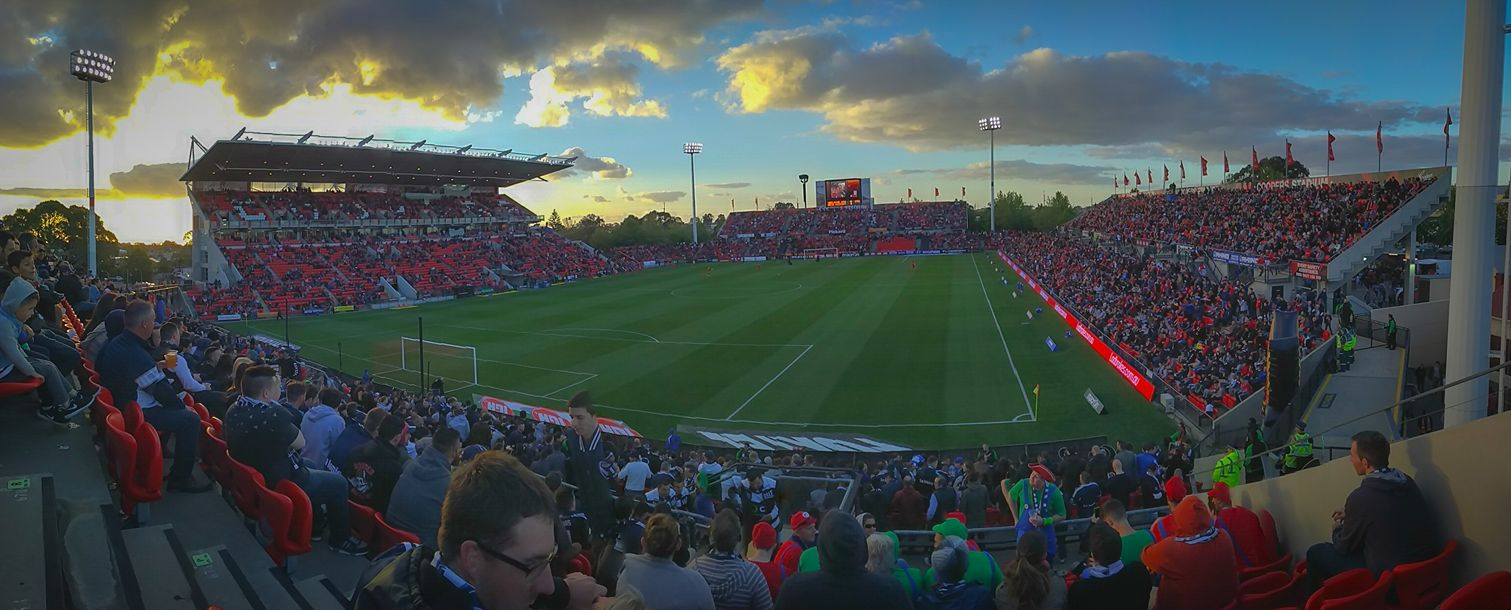
Mecz sezonu zasadniczego pomiędzy Adelaide United i Melbourne Victory (wynik 1:2; 22 października 2016)

W wyniku reorganizacji rozgrywek piłkarskich w Australii w czerwcu 2004 roku do Football Federation Australia (FFA) wpłynęło 20 wniosków o przyznanie licencji na grę w A-League. Przez okres czterech kolejnych miesięcy każda z otrzymanych ofert była analizowana. Ostatecznie, 1 listopada 2004 roku, pozytywnie rozpatrzono osiem ofert, wpośród których została zaakceptowana oferta klubu Adelaide United FC. Adelaide United zainaugurowała rozgrywki w A-League w dniu 26 sierpnia 2005 roku w wyjazdowym spotkaniu przeciwko Newcastle United Jets FC. Spotkanie zakończyło się zwycięstwem gości w stosunku 0:1. W sezonie 2005/2006 Adelaide United zakończyła sezon zasadniczy na 1. miejscu i awansowała do serii finałowej rozgrywek. W serii finałowej Adelaide United dotarła do półfinału, w którym podejmowała zespół Central Coast Mariners FC. Spotkanie zakończyło się porażką Adelaide United w stosunku 0:1.
W rozgrywkach pucharowych Pre-Season Challenge Cup w 2006 roku, które poprzedziły start sezonu 2006/2007 Adelaide United dotarła do finału rozgrywek. W finale Adelaide United po rzutach karnych pokonała zespół Central Coast Mariners (1:1 w meczu, 5:4 w rzutach karnych). W sezonie zasadniczym 2006/2007 Adelaide United uplasowała się na 2. miejscu w rozgrywkach A-League i uzyskała awans do serii finałowej. W serii finałowej klub dotarł do finału rozgrywek (tzw. Grand Final), w którym poniósł porażkę przeciwko Melbourne Victory FC w stosunku 0:6. Klub do końca sezonu 2006/2007 prowadzony był przez Johna Kosmine.
Od sezonu 2007/2008 trenerem klubu został Australijczyk Aurelio Vidmar. W rozgrywkach Pre-Season Challenge Cup w 2007 roku Adelaide United drugi raz z rzędu zwyciężyła. W finale pokonała zespół Perth Glory w stosunku 2:1. Za kadencji trenera Aurelio Vidmara w sezonie 2008/2009 klub zajął 2. miejsce w sezonie zasadniczym i uzyskał awans do serii finałowej rozgrywek. W serii finałowej Adelaide United drugi raz w swojej historii awansowała do finału rozgrywek. W finale ponownie uległa drużynie Melbourne Victory, przegrywając w wymiarze 0:1. Aurelio Vidmar był trenerem klubu do końca sezonu 2009/2010, w którym to Adelaide United zajęła ostatnie 10. miejsce z dorobkiem 29 punktów.
W dniu 1 lipca 2010 roku na stanowisko trenera został zatrudniony Holender Rini Coolen. W sezonie 2010/2011 Adelaide United zakończyła zmagania na 3. miejscy w sezonie zasadniczym. W serii finałowej Adelaide United dotarła do fazy ćwierćfinału, w którym uległa drużynie Gold Coast United FC (wynik meczu 2:3). Rini Coolen był trenerem zespołu do 17 grudnia 2011 roku.
Od sezonu 2012/2013 do 2015/2016 Adelaide United za każdym razem kończyła sezon zasadniczy na miejscu premiowanym awansem do serii finałowej rozgrywek. W sezonach 2012/2013 i 2013/2014 klub kończył zmagania na fazie rundy eliminacyjnej. Przegrywając odpowiednio z Brisbane Roar FC (1:2) oraz Central Coast Mariners (0:1). W trakcie sezonu 2014/2015 Adelaide United triumfowała w rozgrywkach FFA Cup (2014). W finale pokonała zespół Perth Glory w stosunku 1:0. Sezon zasadniczy klub zakończył na 3. miejscu z dorobkiem 46 punktów. W serii finałowej Adelaide United w półfinale rozgrywek uległa drużynie Sydney FC (1:4). Od sezonu 2015/2016 trenerem klubu był Hiszpan Guillermo Amor. Za jego kadencji Adelaide United w sezonie zasadniczym (2015/2016) zajęła 1. miejsce z dorobkiem 49 punktów. W serii finałowej Adelaide United awansowała do finału rozgrywek. W finale pokonała zespół Western Sydney Wanderers FC w stosunku 3:1; zdobywając pierwszy tytuł mistrzowski w swojej historii. Guillermo Amor był trenerem klubu do końca sezonu 2016/2017, w którym to klub uplasował się na 9. przedostatnim miejscu w sezonie zasadniczym.
Od sezonu 2017/2018 stanowisko trenera zostało objęte przez Niemca Marco Kurza. W sezonie 2017/2018 Adelaide United drugi raz w swojej historii awansowała do finału rozgrywek FFA Cup (2017). W finale po dogrywce Adelaide United została pokonana przez drużynę Sydney FC w stosunku 1:2. Sezon zasadniczy klub zakończył na 5. miejscu. Natomiast w serii finałowej Adelaide United uległa drużynie Melbourne Victory (porażka 1:2) na etapie rundy eliminacyjnej. W sezonie 2018/2019, drużyna drugi raz z rządu wystąpiła w finale pucharu FFA Cup (2018) oraz drugi raz z rzędu na tym etapie rozgrywek Adelaide United rywalizowała z drużyną Sydney FC. Mecz finałowy zakończył się zwycięstwem Adelaide United w stosunku 2:1. Sezon zasadniczy Adleaide United zakończyła na 4. miejscu. Serię finałową Adelaide United zakończyła na etapie półfinału, w którym uległa po konkursie rzutów karnych drużynie Perth Glory (3:3 w meczu; 4:5 w rzutach karnych). Po zakończonym sezonie trener Marco Kurz nie przedłużył kontraktu z klubem. Od sezonu 2019/2020 trenerem klubu będzie Holender Gertjan Verbeek.

### Rozgrywki międzynarodowe

#### Azjatycka Liga Mistrzów

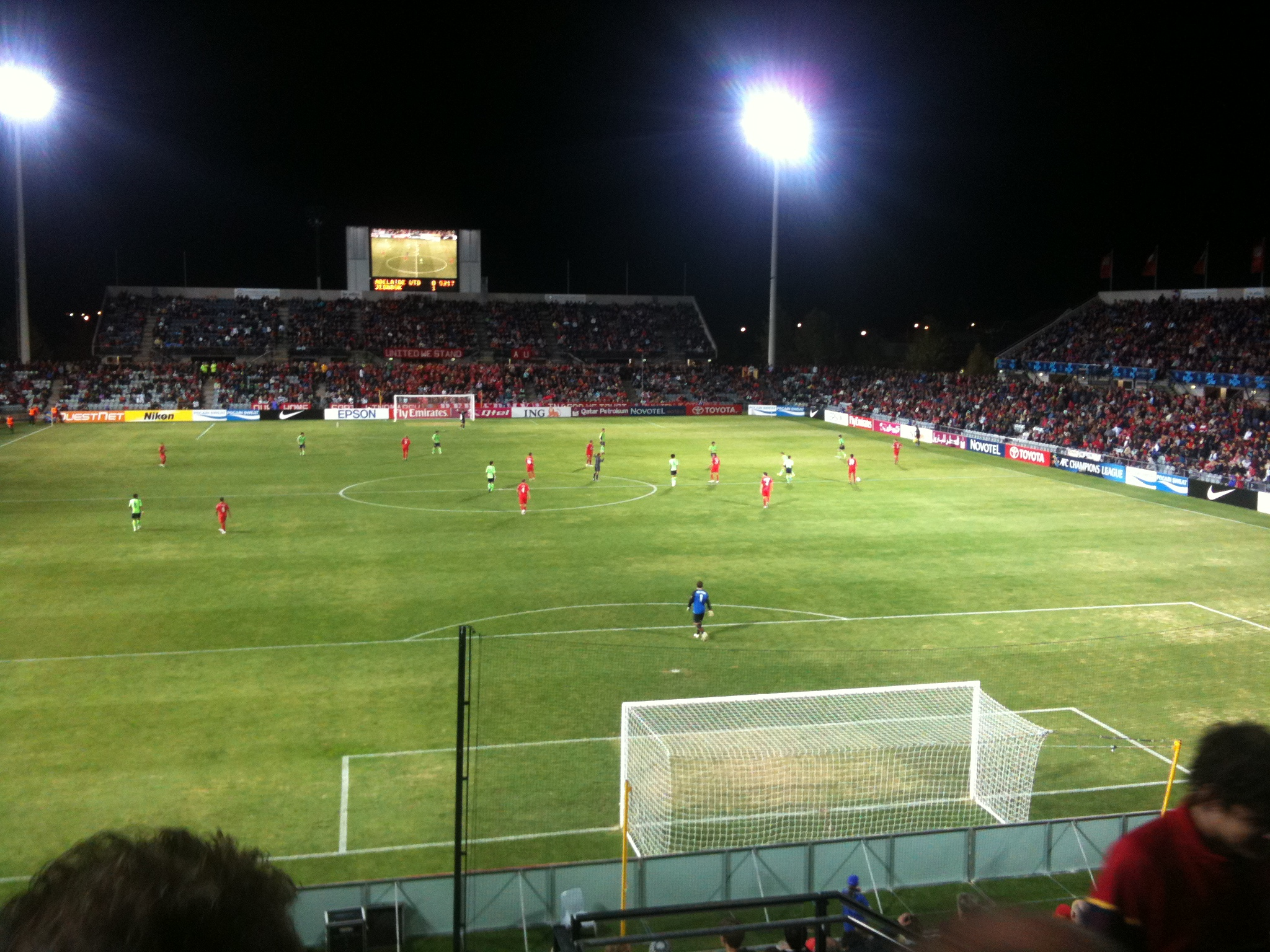
Mecz Azjatyckiej Ligi Mistrzów pomiędzy Adelaide United i Jeonbuk Hyundai Motors (wynik po dogrywce 2:3; 12 maja 2010)

Adelaide United w dotychczasowej historii sześciokrotnie występowała w rozgrywkach Azjatyckiej Ligi Mistrzów (ACL). Adelaide United trzykrotnie wychodziła z fazy grupowej rozgrywek ACL (2008, 2010, 2012), dwukrotnie kończyła zmagania na fazie grupowej (2007, 2017) oraz raz na fazie kwalifikacyjnej (2016).
Debiut w tych rozgrywkach nastąpił w dniu 7 marca 2007 roku, w domowym spotkaniu przeciwko chińskiemu zespołowi Shandong Luneng Taishan. Spotkanie zakończyło się porażką gospodarzy w stosunku 0:1. W pierwszym swoim starcie zespół zakończył zmagania na fazie grupowej, zajmując 3. miejsce w grupie G.
W 2008 roku Adelaide United odniosła największy sukces w rozgrywkach ACL. W fazie grupowej (grupa E) zajęła 1. miejsce i z dorobkiem 14 punktów awansowała do rundy pucharowej. Adelaide United dotarła do finału rozgrywek. W finale klub podejmował w dwumeczu japoński zespół Gamba Osaka. Dwumecz zakończył się porażką Adelaide United w stosunku 0:5 (I. mecz wyjazdowy 3:0; II. mecz domowy 0:2). W latach 2010 i 2012 klub docierał do fazy 1/8 finału oraz ćwierćfinału rozgrywek. Przegrywając odpowiedni z południowokoreańskim klubem Jeonbuk Hyundai Motors po dogrywce (wynik meczu 2:3) oraz w dwumeczu z uzbeckim klubem Bunyodkor Taszkent (I. mecz domowy 2:2; II. mecz wyjazdowy, po dogrywce 2:3).
W 2016 roku Adelaide United zakończyła zmagania już na fazie kwalifikacji. W 3. rundzie uległa drużynie Shandong Luneng Taishan w stosunku 1:2. Natomiast w 2017 roku Adelaide United zakończyła zmagania na 3. miejscu w grupie H.

#### Klubowe Mistrzostwa Świata
W 2008 roku Klubowe Mistrzostwa Świata odbywały się w Japonii. Gospodarzem turnieju i zarazem triumfatorem Azjatyckiej Ligi Mistrzów w 2008 roku była drużyna Gamba Osaka. Adelaide United jako finalista rozgrywek Azjatyckiej Ligi Mistrzów zakwalifikowała się do Klubowych Mistrzostw Świata. Adelaide United rozpoczęła zmagania od rundy kwalifikacyjnej. W pierwszym meczu zmierzyła się przeciwko nowozelandzkiej drużynie Waitakere United. Spotkanie zakończyło się zwycięstwem Adelaide United w stosunku 2:1. W ćwierćfinale natomiast Adelaide United uległa gospodarzowi turnieju, drużynie Gamba Osaka (porażka 0:1). Porażka sprawiła, że Adelaide United w trzecim meczu turniejowym zagrała o 5. miejsce z egipskim klubem Al-Ahly Kair. Spotkanie zakończyło się zwycięstwem Adelaide United, która pokonało klub Al-Ahly Kair 1:0.

### Adelaide United FC w poszczególnych sezonach
| Sezon                  | Miejsce | M  | Z  | R  | P  | B     | Pkt | Seria finałowa        | Pre-Season Challenge Cup, FFA Cup | Azjatycka Liga Mistrzów       |
| ---------------------- | ------- | -- | -- | -- | -- | ----- | --- | --------------------- | --------------------------------- | ----------------------------- |
| National Soccer League |         |    |    |    |    |       |     |                       |                                   |                               |
| 2003/2004              | 3       | 24 | 11 | 7  | 6  | 28–25 | 40  | półfinał              | –                                 | –                             |
| A-League               |         |    |    |    |    |       |     |                       |                                   |                               |
| 2005/2006              | 1       | 21 | 13 | 4  | 4  | 33–25 | 43  | półfinał              | faza grupowa                      | –                             |
| 2006/2007              | 2       | 21 | 10 | 3  | 8  | 32–27 | 33  | finalista Grand Final | zwycięzca                         | faza grupowa                  |
| 2007/2008              | 6       | 21 | 6  | 8  | 7  | 31–29 | 26  | brak awansu           | zwycięzca                         | finalista                     |
| 2008/2009              | 2       | 21 | 11 | 5  | 5  | 31–19 | 38  | finalista Grand Final | faza grupowa                      | –                             |
| 2009/2010              | 10      | 27 | 7  | 8  | 12 | 24–39 | 29  | brak awansu           | –                                 | 1/8 finału                    |
| 2010/2011              | 3       | 30 | 15 | 5  | 10 | 51–36 | 50  | ćwierćfinał           | –                                 | –                             |
| 2011/2012              | 9       | 27 | 5  | 10 | 12 | 26–44 | 25  | brak awansu           | –                                 | ćwierćfinał                   |
| 2012/2013              | 4       | 27 | 12 | 5  | 10 | 38–37 | 41  | runda eliminacyjna    | –                                 | –                             |
| 2013/2014              | 6       | 27 | 10 | 8  | 9  | 45–36 | 38  | runda eliminacyjna    | –                                 | –                             |
| 2014/2015              | 3       | 27 | 14 | 4  | 9  | 47–32 | 46  | półfinał              | zwycięzca                         | –                             |
| 2015/2016              | 1       | 27 | 14 | 7  | 6  | 45–28 | 49  | mistrzostwo           | ćwierćfinał                       | faza kwalifikacyjna: 3. runda |
| 2016/2017              | 9       | 27 | 5  | 8  | 14 | 25–46 | 23  | brak awansu           | 1/16 finału                       | faza grupowa                  |
| 2017/2018              | 5       | 27 | 11 | 6  | 10 | 36–38 | 39  | runda eliminacyjna    | finalista                         | –                             |
| 2018/2019              | 4       | 27 | 12 | 8  | 7  | 37–32 | 44  | półfinał              | zwycięzca                         | –                             |
| 2019/2020              |         |    |    |    |    |       |     |                       | zwycięzca                         | –                             |

Źródła: www.ozfootball.net i www.ultimatealeague.com.
Legenda:

    mistrzostwo ligi, 1. miejsce w sezonie zasadniczym lub zwycięstwo w innych rozgrywkach;

    2. miejsce w sezonie zasadniczym lub finał rozgrywek;

    3. miejsce w sezonie zasadniczym lub 3. miejsce w innych rozgrywkach.

## Rezerwy i sekcja kobieca

### Rezerwy
Sekcja młodzieżowa klubu Adelaide United FC została założona w 2008 roku, gdy po raz pierwszy zorganizowano rozgrywki juniorskiej ligi A-League National Youth League (od sezonu 2018/2019 funkcjonują pod nazwą Y-League). Zespół młodzieżowy dwukrotnie wystąpił w finale rozgrywek w 2009 i 2016 roku. Oba finały zakończyły się porażką. W 2016 roku juniorzy klubu zwyciężyli w sezonie zasadniczym w Konferencji A. Dodatkowo rezerwy klubu od 2014 roku przystąpiły do rozgrywek stanowych NPL State League 1 (drugi poziom rozgrywek w stanie Australia Południowa). W inauguracyjnym sezonie (2015) rezerwy Adelaide United zwyciężyły w rozgrywkach ligowych i uzyskały awans do National Premier Leagues South Australia.

### Sekcja kobieca
Sekcja kobieca klubu Adelaide United FC została założona w 2008 roku i przystąpiła do rozgrywek W-League od sezonu 2008/2009. Inauguracyjne spotkanie odbyło się 25 października 2008 roku w meczu wyjazdowym przeciwko kobiecemu zespołowi Queensland Roar FC. Spotkanie zakończyło się porażką drużyny Adelaide United w stosunku 1:4. Zespół kobiecy nigdy w swojej historii nie awansował do serii finałowej rozgrywek. Najlepszy rezultat zanotował w sezonie 2015/2016 zajmując 5. miejsce w sezonie zasadniczym.

## Sukcesy

### Seniorzy

#### Krajowe
- Mistrz Australii (1): 2016;
- Finalista Grand Final (2): 2007, 2009;
- Zwycięzca sezonu zasadniczego (2): 2006, 2016;
- Zdobywca pucharu FFA Cup (3): 2014, 2018, 2019;
- Finalista pucharu FFA Cup (1): 2017;
- Zdobywca pucharu Pre-Season Challenge Cup (2): 2006, 2007[68].

#### Międzynarodowe
- Finalista Azjatyckiej Ligi Mistrzów (1): 2008[68];
- 5. miejsce w Klubowych mistrzostwach świata (1): 2008[47].

### Rezerwy
- Mistrz NPL State League 1 (1): 2015;
- Finalista Grand Final w rozgrywkach Y-League (2): 2009, 2016;
- Zwycięzca Konferencji A w rozgrywkach Y-League (1): 2016.

## Trenerzy

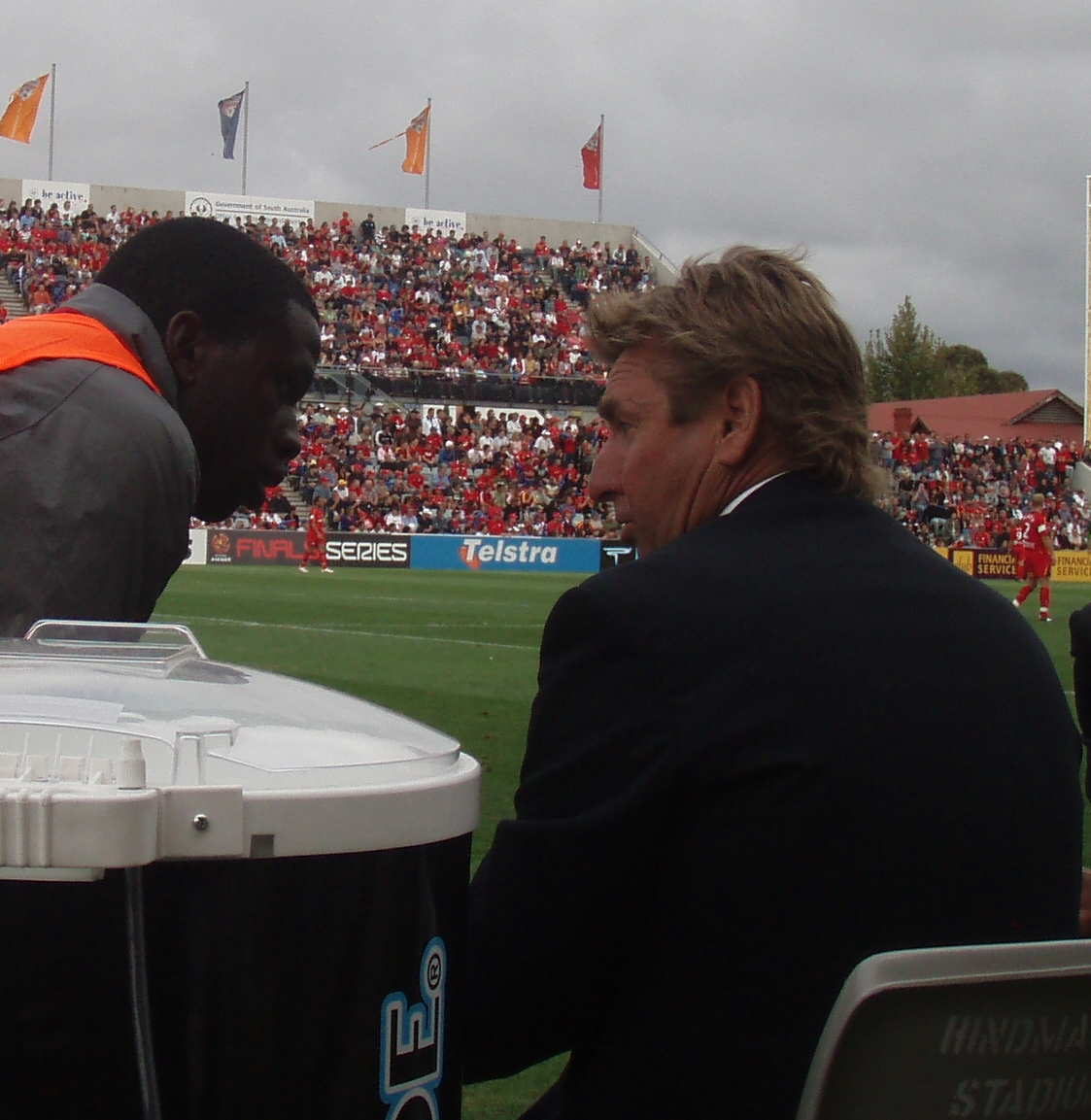
John Kosmina, trener Adelaide United w latach 2003–2007 oraz 2011–2013

| Lp. | Trenerzy         | Lata                               |
| --- | ---------------- | ---------------------------------- |
| 1   | John Kosmina     | 1 lipca 2003 – 22 lipca 2007       |
| 2   | Aurelio Vidmar   | 22 lutego 2007 – 30 czerwca 2010   |
| 3   | Rini Coolen      | 1 lipca 2010 – 17 grudnia 2011     |
| 4   | John Kosmina     | 18 grudnia 2011 – 27 stycznia 2013 |
| 5   | Michael Valkanis | 28 stycznia 2013 – 30 czerwca 2013 |
| 6   | Josep Gombau     | 1 lipca 2013 – 30 lipca 2015       |
| 7   | Guillermo Amor   | 1 sierpnia 2015 – 10 maja 2017     |
| 8   | Marco Kurz       | 16 czerwca 2017 – 30 czerwca 2019  |
| 9   | Gertjan Verbeek  | 1 lipca 2019 – 29 kwietnia 2020    |

## Stadion

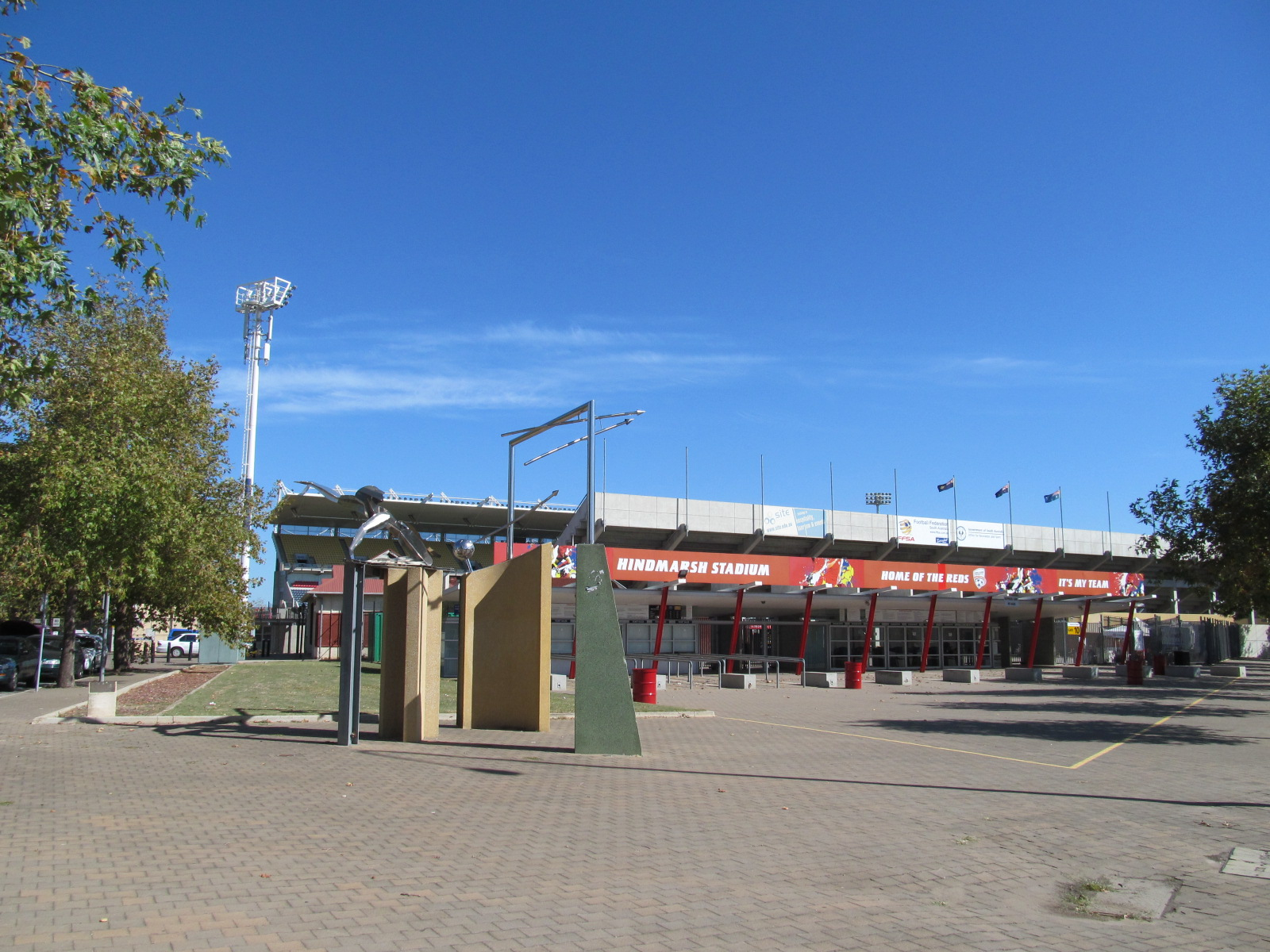
Hindmarsh Stadium

Adelaide United od czasu przystąpienia do rozgrywek National Soccer League oraz A-League rozgrywa domowe spotkania na obiekcie Hindmarsh Stadium o pojemności 15 500 widzów. Stadion został oddany do użytku w 1960 roku. Położony jest przy ulicy Holden Street w dzielnicy Hindmarsh (City of Charles Sturt). Transport publiczny w okolicy stadionu obsługiwany jest przez komunikację autobusową, tramwajową oraz kolejową (stacja Bowden). Dodatkowo w okolicach stadionu przy hali widowiskowo-sportowej Adelaide Entertainment Centre zlokalizowany jest parking samochodowy.
Adelaide United sporadycznie swoje mecze domowe w A-League rozgrywała również na innych obiektach sportowych w Australii. Dotychczas w roli gospodarza wystąpiła na dwóch innych stadionach:
- Adelaide Oval w Adelaide;
- Carrington Park w Bathurst (Nowa Południowa Walia).

## Kibice i rywalizacje
Kibice prowadzący doping na meczach Adelaide United skupieni są wokół grupy Red Army (pol. Czerwona Armia), która została założona w 2003 roku. Kibice z grupy Red Army podczas spotkań domowych zasiadają na północnej trybunie stadionu Hindmarsh Stadium. Kibice zrzeszeni wokół grupy Red Army prowadzą własną stronę internetową pod adresem internetowym redarmyaufc.teamapp.com.

### The Original Rivalry

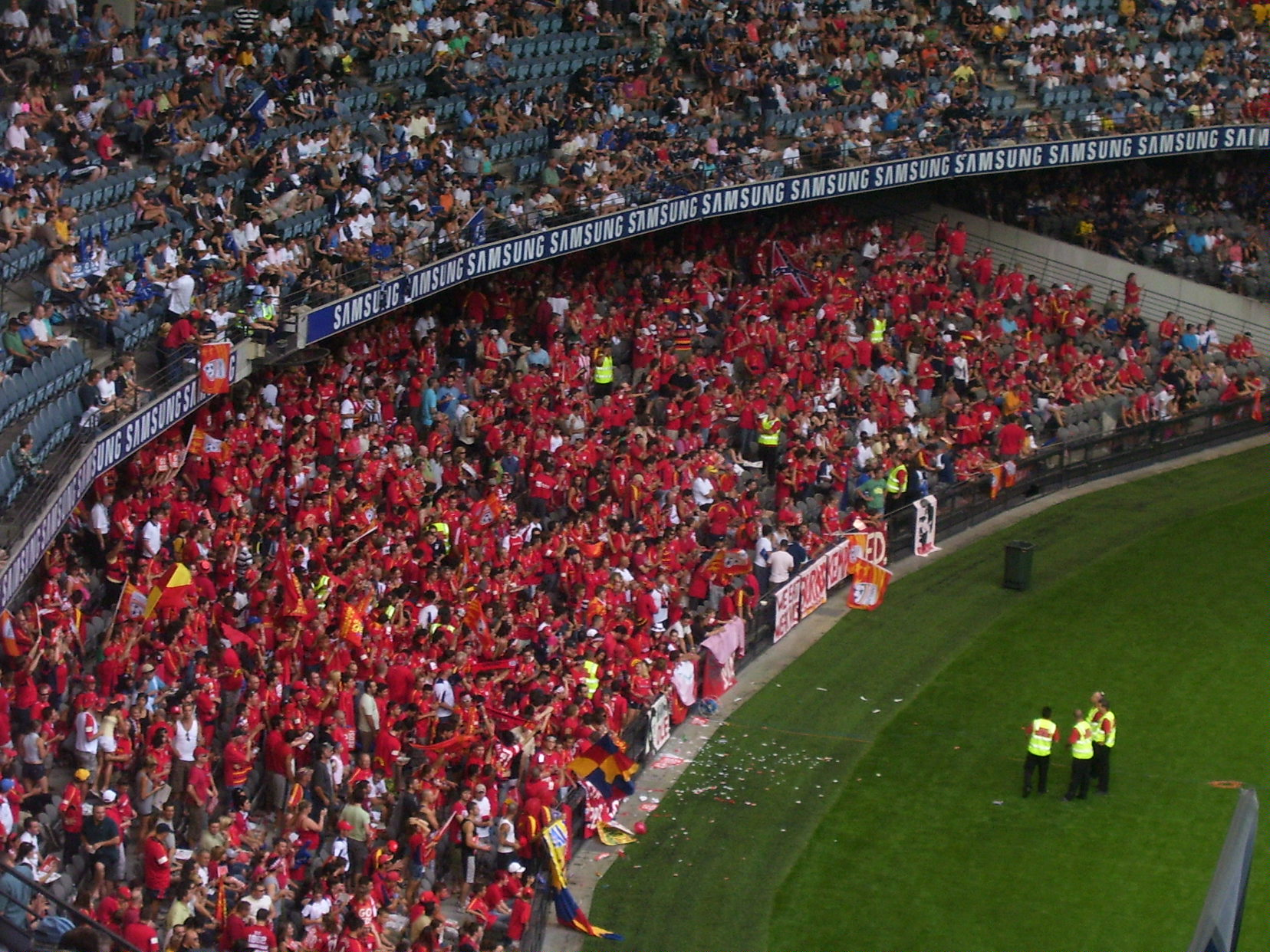
Kibice Adelaide United podczas meczu finałowego przeciwko Melbourne Victory (wynik 0:6, 18 lutego 2007)

The Original Rivalry określenie spotkań rozgrywanych pomiędzy Adelaide United i Melbourne Victory FC. Rywalizacja pomiędzy oboma zespołami wynika z aspektu historycznej rywalizacji pomiędzy stanami Australia Południowa i Wiktoria na płaszczyźnie społecznej i kulturowej. Pierwsze spotkanie zostało rozegrane 7 maja 2005 roku w ramach kwalifikacji do rozgrywek Oceania Club Championship. Spotkanie zakończyło się wynikiem 0:0, a w rzutach karnych wygrała drużyna Adelaide United 4:1. Ponadto, obie drużyny dwukrotnie spotykały się w finale rozgrywek krajowych w 2007 i 2009 roku. Adelaide United przegrała oba spotkania finałowe.

#### Bilans pojedynków Adelaide United FC – Melbourne Victory FC
| Rozgrywki                                 | M  | Z  | R  | P  | B+ | B– | +/− |
| ----------------------------------------- | -- | -- | -- | -- | -- | -- | --- |
| A-League                                  | 49 | 14 | 10 | 25 | 54 | 79 | -25 |
| FFA Cup                                   | 2  | 1  | 0  | 1  | 4  | 3  | +1  |
| Pre-Season Challenge Cup                  | 4  | 2  | 2  | 0  | 4  | 2  | +2  |
| Kwalifikacje Klubowych Mistrzostw Oceanii | 1  | 0  | 1  | 0  | 0  | 0  | 0   |
| Ogółem                                    | 56 | 17 | 13 | 26 | 62 | 84 | -22 |

Stan na 10 maja 2019 roku.

## Rekordy
Poniżej zaprezentowano rekordy klubu od 2005 roku. Dla rozgrywek NSL podano wyłącznie najwyższą wygraną i porażkę Adelaide United. Stan na 10 maja 2019 roku.
Najwyższa wygrana:
- Adelaide United FC 8:1 North Queensland Fury FC (21 stycznia 2011);
- Adelaide United FC 7:0 Newcastle United Jets FC (24 stycznia 2015);
- Adelaide United FC 3:0 Brisbane Strikers FC (7 marca 2004, NSL[79]).

Najwyższa porażka:
- Brisbane Roar FC 7:1 Adelaide United FC (28 października 2011);
- Melbourne Victory FC 6:0 Adelaide United FC (18 lutego 2007);
- Perth Glory FC 5:0 Adelaide United FC (28 marca 2004, NSL[80]).

Najwięcej zwycięstw z rzędu:
- 7 spotkań (od 13 listopada 2005 do 12 stycznia 2006).

Najwięcej porażek z rzędu:
- 4 spotkań (od 14 grudnia 2007 do 13 stycznia 2008; od 31 października do 15 listopada 2008; od 25 października do 13 listopada 2015 i od 14 października do 6 listopada 2016).

Najdłuższa seria bez przegranego meczu:
- 13 spotkań (od 20 stycznia do 30 sierpnia 2008).

Najdłuższa seria bez wygranego meczu:
- 9 spotkań (od 22 września do 28 listopada 2015 i od 3 sierpnia do 26 listopada 2016).